# I Should Have Known Better
„I Should Have Known Better“ je píseň skupiny The Beatles z alba A Hard Day's Night z roku 1964.

## Sestava
- John Lennon – zpěv, akustická kytara, harmonika
- Paul McCartney – baskytara
- George Harrison – elektrická kytara
- Ringo Starr – bicí